# 보수자유주의
보수자유주의(영어: conservative liberalism, 한자: 保守自由主義)는 1917년부터 이탈리아와 독일에서 발생한 자유주의 우익의 대표적인 사상이다. 보수자유주의는 20세기 초 재산권과 보편적 자유권을 희생해서라도 평등을 실현하려했던, 당시 과학적 사회주의자들에 대한 반발로 나왔다.

## 개요
보수자유주의는 고전적 자유주의보다 훨씬 강하게 재산권, 자유권, 생존권 보장을 주장하며, 이를 위해서 자유권과 재산권에 위협을 주는 기타 사회주의 사상에 대한 경계가 강한 자유주의이다. 보수자유주의자들은 경제적으로 극한의 자유로움을 주장하며, 위 세 가지 권리를 지키기 위해 강력한 법을 요구한다. 보수자유주의에서 나타나는 보수적인 가치는 고전적 자유주의의 가치를 더욱더 부각한다는 것에 의의를 둔다. 즉, 강력한 법질서 확립과 법치주의, 사회질서를 원한다는 것이다. 이러한 보수자유주의에서 경제적 자유로움을 더 높게 주장하도록 발전된 사상이 바로 신자유주의이다.

## 자유보수주의와의 차이점
자유보수주의는 자유주의, 보수주의, 복지주의를 혼합한 보수주의 사상의 분파다. 즉, 자유보수주의는 자유주의적인 가치와 보수적인 가치를 어느 우위에 두지 않으며 국교 유지와 복지 그리고 환경의 중요성을 합한 개화된 보수주의 사상이다. 반면, 보수자유주의는 자유주의의 보수적인 면을 효과적으로 유지하기 위해서 자유주의의 고전적 개념인 고전적 자유주의의 중요한 면(재산권, 생존권, 자유권의 확립, 경제적 자유주의)을 부각한 사상이다.

## 같이 보기
- 자유보수주의
- 자유주의
- 자유지상주의
- 보수주의
- 진보주의